# Nazareno Vitali
Nazareno Vitali (Ravanusa, 4 aprile 1945) è un politico italiano.

## Biografia
Laureato in Lettere, è insegnante. Alle elezioni politiche del 7 maggio 1972 fu eletto alla Camera dei deputati per il PCI nella circoscrizione Palermo-Trapani-Agrigento-Caltanissetta, raccogliendo 29.530 preferenze; rimase a Montecitorio fino al 1976.
Fu poi sindaco di Canicattì dal 9 luglio 1976 al 12 marzo 1979.
Dopo la Svolta della Bolognina aderì al Partito Democratico della Sinistra e nel 1998 confluì nei Democratici di Sinistra.
Al IV Congresso Nazionale dei DS aderì alla mozione presentata da Fabio Mussi contraria al progetto del Partito Democratico. Entrò quindi a far parte del movimento Sinistra Democratica, di cui divenne coordinatore della provincia di Agrigento e sostiene il progetto de La Sinistra l'Arcobaleno.
In seguito aderì a Sinistra Ecologia Libertà di Nichi Vendola e nel 2011 divenne presidente dell'assemblea provinciale del partito ad Agrigento.